# Вайано-Кремаско
Вайано-Кремаско (итал. Vaiano Cremasco) — коммуна в Италии, располагается в регионе Ломбардия, подчиняется административному центру Кремона.
Население составляет 3621 человек, плотность населения составляет 604 чел./км². Занимает площадь 6 км². Почтовый индекс — 26010. Телефонный код — 0373.
Покровителями коммуны почитаются святитель Корнелий, папа Римский, и святитель Киприан Карфагенский, празднование 16 сентября. 

## Города-побратимы
- Вежи-Фонснекс, Франция
- Пуэрто-Падре, Куба